# تیکستون، یورک‌شر شمالی
تیکستون (به انگلیسی: Theakston) یک روستا و محله مدنی در بریتانیا است که در همبلتون واقع شده است. تیکستون ۱۴۳ نفر جمعیت دارد.